# Tinnea
Tinnea es un género con 48 especies de plantas con flores perteneciente a la familia Lamiaceae. es originario de África tropical.

## Especies seleccionadas
| - Tinnea antiscorbutica - Tinnea apiculata - Tinnea arabica - Tinnea aethiopica - Tinnea barbata | - Tinnea barteri - Tinnea benguellensis - Tinnea bequaerti - Tinnea caudata - Tinnea coerulea |